# Farmaceutiska föreningen i Finland
Farmaceutiska föreningen i Finland (finska: Suomen farmaseuttinen yhdistys) är en finländsk farmaceutisk förening. 
Farmaceutiska föreningen grundades 1887 i Helsingfors med ett verksamhetsområde som inkluderar hela Finland. Dess syfte är att främja de farmaceutiska vetenskaperna, speciellt forskningen, samt stöda föreningsmedlemmar som är verksamma i farmacibranschen. Farmaceutiska föreningen i Finland är medlem i Vetenskapliga samfundens delegation. Föreningen bedriver samarbete med motsvarande eller i samma bransch fungerande sammanslutningar såväl inrikes som utomlands.